# Юджийн
Юджийн (на английски: Eugene) е град в Орегон, Съединени американски щати, административен център на окръг Лейн. Разположен е при вливането на река Маккензи в Уиламит. Градът е трети по големина в щата след Портланд и Салем и има население 168 916 души (по приблизителна оценка от 2017 г.).

## Личности
Родени в Юджийн
- Рейчъл Къшнър (1968 - ), писателка

Починали в Юджийн
- Кен Киси (1935 – 2001), писател
- Деймън Найт (1922 – 2002), писател
- Теодор Стърджън (1918 – 1985), писател